# Joanna Czarnecka (ekolog)
Joanna Czarnecka – polska ekolog, dr hab. nauk biologicznych, profesor uczelni Instytutu Nauk Biologicznych i dziekan Wydziału Biologii i Biotechnologii Uniwersytetu Marii Curie-Skłodowskiej.

## Życiorys
W 1999 r. ukończyła studia zarządzania i marketingu, a 16 października 2002 obroniła pracę doktorską Glebowy bank nasion murawy kserotermicznej oraz jego rola w zachowaniu i regeneracji zbiorowiska, której promotorem była prof. Bożenna Czarnecka, 22 stycznia 2014  habilitowała się na podstawie pracy zatytułowanej Niestandardowe mechanizmy dyspersji nasion z udziałem ptaków w mozaikowym krajobrazie antropogenicznym oraz ich rola w zachowaniu różnorodności florystycznej. Została zatrudniona na stanowisku adiunkta w Instytucie Biologii na Wydziale Biologii i Nauk o Ziemi Uniwersytetu Marii Curie-Skłodowskiej.
Objęła funkcję profesora Instytutu Nauk Biologicznych, oraz dziekana na Wydziale Biologii i Biotechnologii Uniwersytetu Marii Curie-Skłodowskiej.